# Ole Sørensen (fodboldspiller)
 Der er flere personer med dette navn, se Ole Sørensen (håndboldspiller).
Ole Sørensen (født 25. november 1937, død 29. januar 2015) var en dansk fodboldspiller. Han opnåede i perioden 1961-1969 25 landskampe og scorede 7 mål. På klubplan spillede han for den danske klub KB, den tyske klub FC Köln og den hollandske klub PSV Eindhoven.